# Konstanzer Bucht des Bodensees
Das Gebiet Konstanzer Bucht des Bodensees ist ein 2007 eingerichtetes und mit Verordnung vom 5. Februar 2010 durch das Ministerium für Ernährung und Ländlichen Raum festgelegtes Europäisches Vogelschutzgebiet (Schutzgebietkennung DE-8321-401) im Süden des deutschen Landes Baden-Württemberg.

## Lage
Das rund 311 Hektar große Schutzgebiet „Konstanzer Bucht des Bodensees“ liegt östlich der Konstanzer Stadtmitte und der Konstanzer Rheinbrücke sowie südlich des Stadtteils Petershausen.

## Beschreibung
Beschrieben wird das Schutzgebiet als „Wasserfläche des in den Seerhein mündenden, sogenannten Konstanzer Trichters, mit Flachwasserzonen“.

### Lebensraumklassen
|                                      |                                      |  |      |      |
| Binnengewässer, stehend und fließend | Binnengewässer, stehend und fließend |  | 99 % | 99 % |
| Moore, Sümpfe, Uferbewuchs           | Moore, Sümpfe, Uferbewuchs           |  | 1 %  | 1 %  |
|                                      |                                      |  |      |      |

### Bedeutung
Das Schutzgebiet mit seinen Flachwasserzonen mit Characeen- und Dreissena-Beständen ist ein Rastgebiet von internationaler Bedeutung.

## Schutzzweck
Die gebietsbezogenen Erhaltungsziele sind je nach Art unterschiedlich beschrieben:

### Brutvögel
Brutvogelarten, die im Anhang I der Vogelschutzrichtlinie aufgelistet und für die in ganz Europa besondere Maßnahmen anzuwenden sind. In diese Kategorie fallen in Baden-Württemberg insgesamt 39 Arten.

#### Eisvogel(Alcedo atthis)

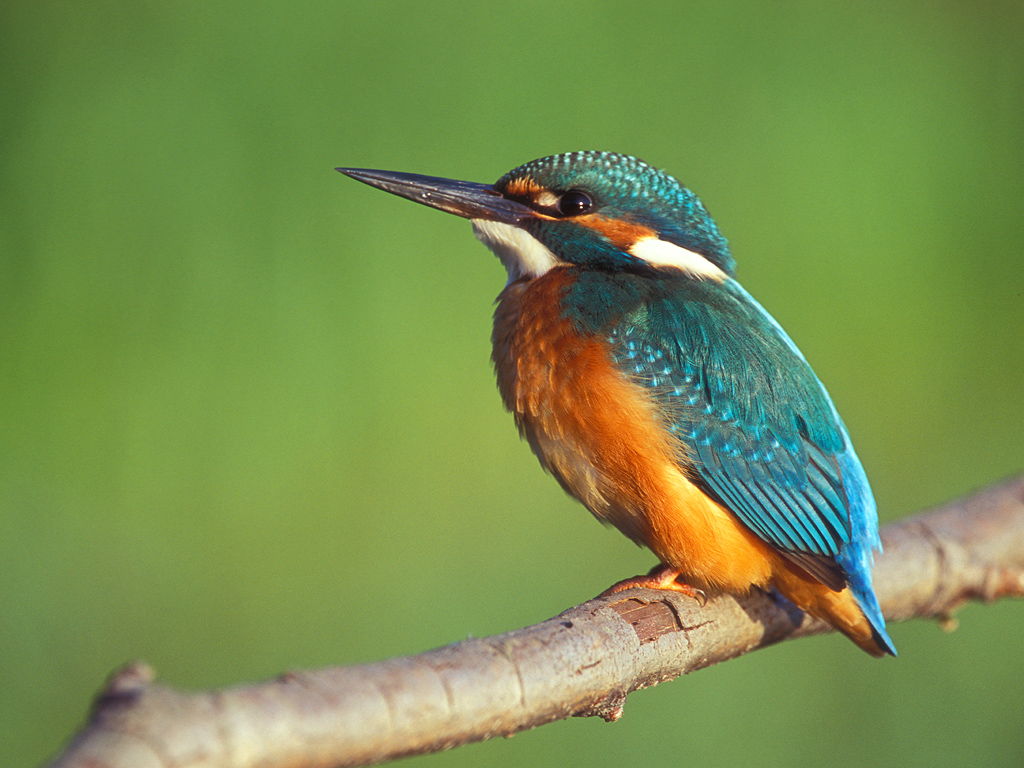
Eisvogel

Erhaltung der naturnahen Gewässer, von Steilwänden und Abbruchkanten aus grabbarem Substrat in Gewässernähe, von für die Brutröhrenanlage geeigneten Wurzeltellern umgestürzter Bäume in Gewässernähe, von Strukturen, die als Ansitz für die Jagd genutzt werden können wie starke Ufergehölze mit über das Gewässer hängenden Ästen, Erhaltung einer Wasserqualität, die gute Sichtbedingungen für den Beutefang gewährleistet, einer Gewässerdynamik, die die Neubildung von zur Nestanlage geeigneten Uferabbrüchen ermöglicht, Erhaltung von Sekundärlebensräumen wie aufgelassene Abbaustätten mit Gewässern und Steilufern, des Nahrungsangebots mit Kleinfischarten und Jungfischaufkommen sowie Erhaltung störungsfreier oder zumindest störungsarmer Fortpflanzungsstätten während der Fortpflanzungszeit vom 15. Februar bis zum 15. September.

#### Flussseeschwalbe(Sterna hirundo)

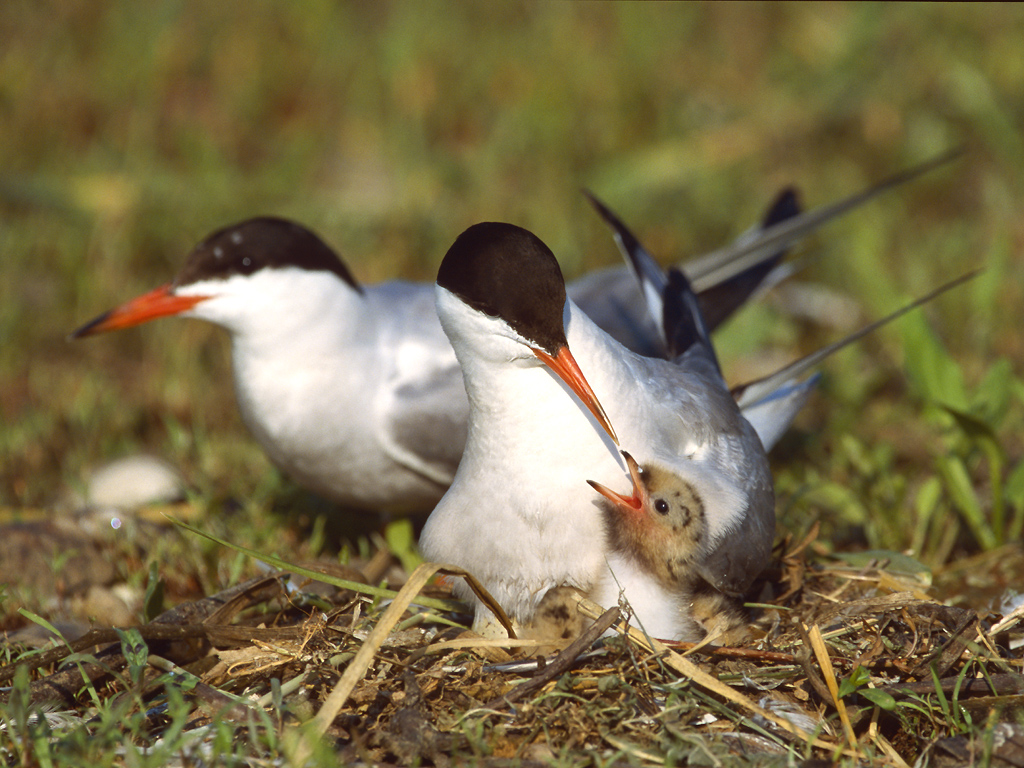
Flussseeschwalben

Erhaltung der naturnahen Seen mit Schotter- und Kiesbänken oder Schwemmsandinseln, Erhaltung einer Wasserqualität, die gute Sichtbedingungen für den Beutefang gewährleistet, Erhaltung von Nistgelegenheiten, von Sekundärlebensräumen wie aufgelassene Abbaustätten mit offenen Kiesinseln, Erhaltung des Nahrungsangebots mit Kleinfischarten und Jungfischaufkommen sowie Erhaltung störungsfreier oder zumindest störungsarmer Fortpflanzungsstätten während der Fortpflanzungszeit vom 1. April bis zum 30. September.

#### Moorente(Aythya nyroca)

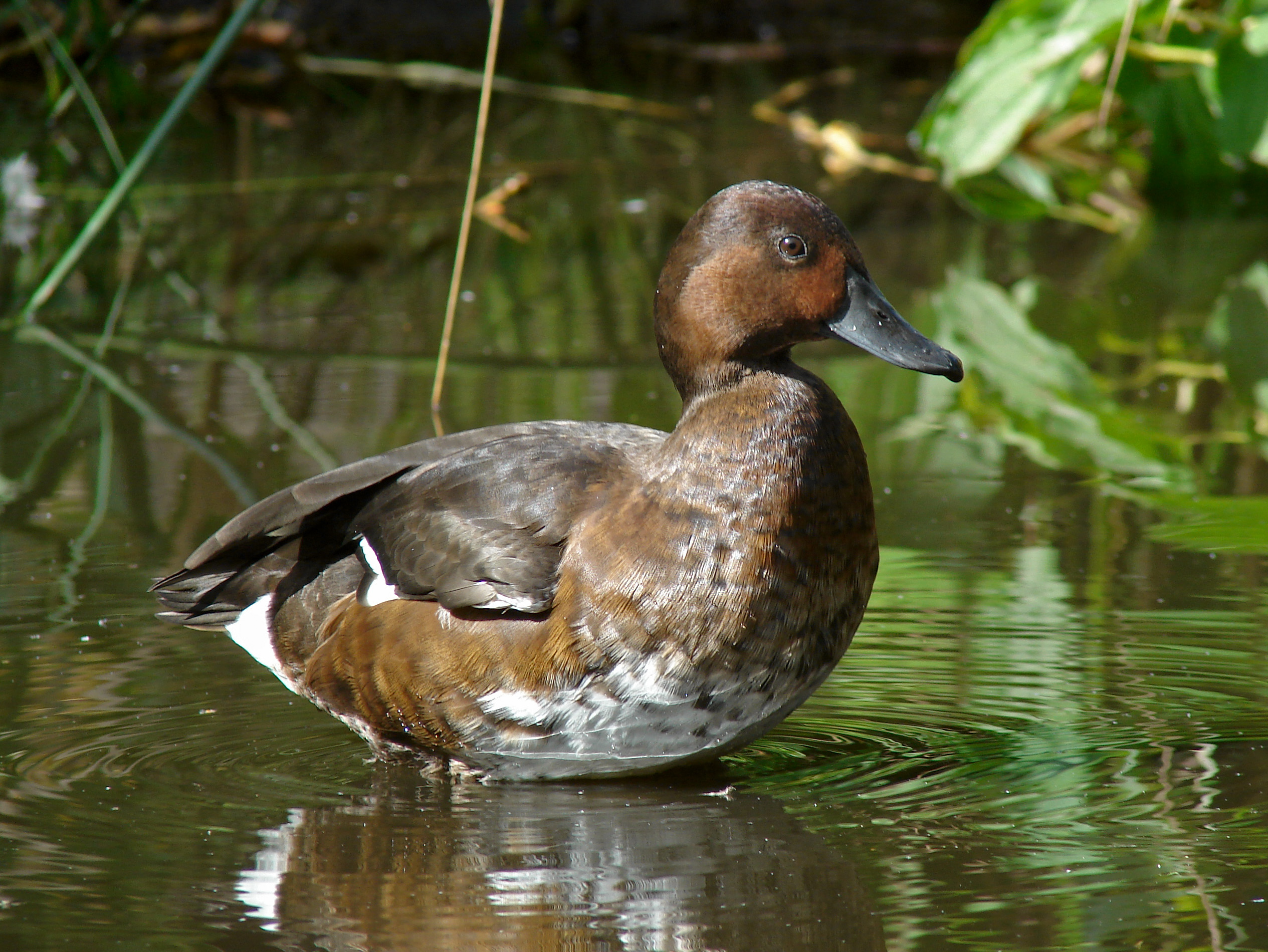
Moorente

Erhaltung der eutrophen vegetationsreichen Flachwasserseen, der vegetationsreichen Moorseen, der Verlandungsbereiche mit Röhrichten, Schwimmpflanzen- und Flachwasserzonen, Erhaltung von Sekundärlebensräumen wie flache, vegetationsreiche Tümpel sowie Erhaltung störungsfreier Fortpflanzungsstätten während der Fortpflanzungszeit vom 1. Januar bis zum 15. Oktober.

### Zugvögel
Weitere, nicht in Anhang I aufgelistete Zugvogelarten, die im Land brüten und für die Schutzgebiete ausgewählt wurden. In diese Kategorie fallen in Baden-Württemberg insgesamt 36 Arten.

#### Gänsesäger(Mergus merganser)

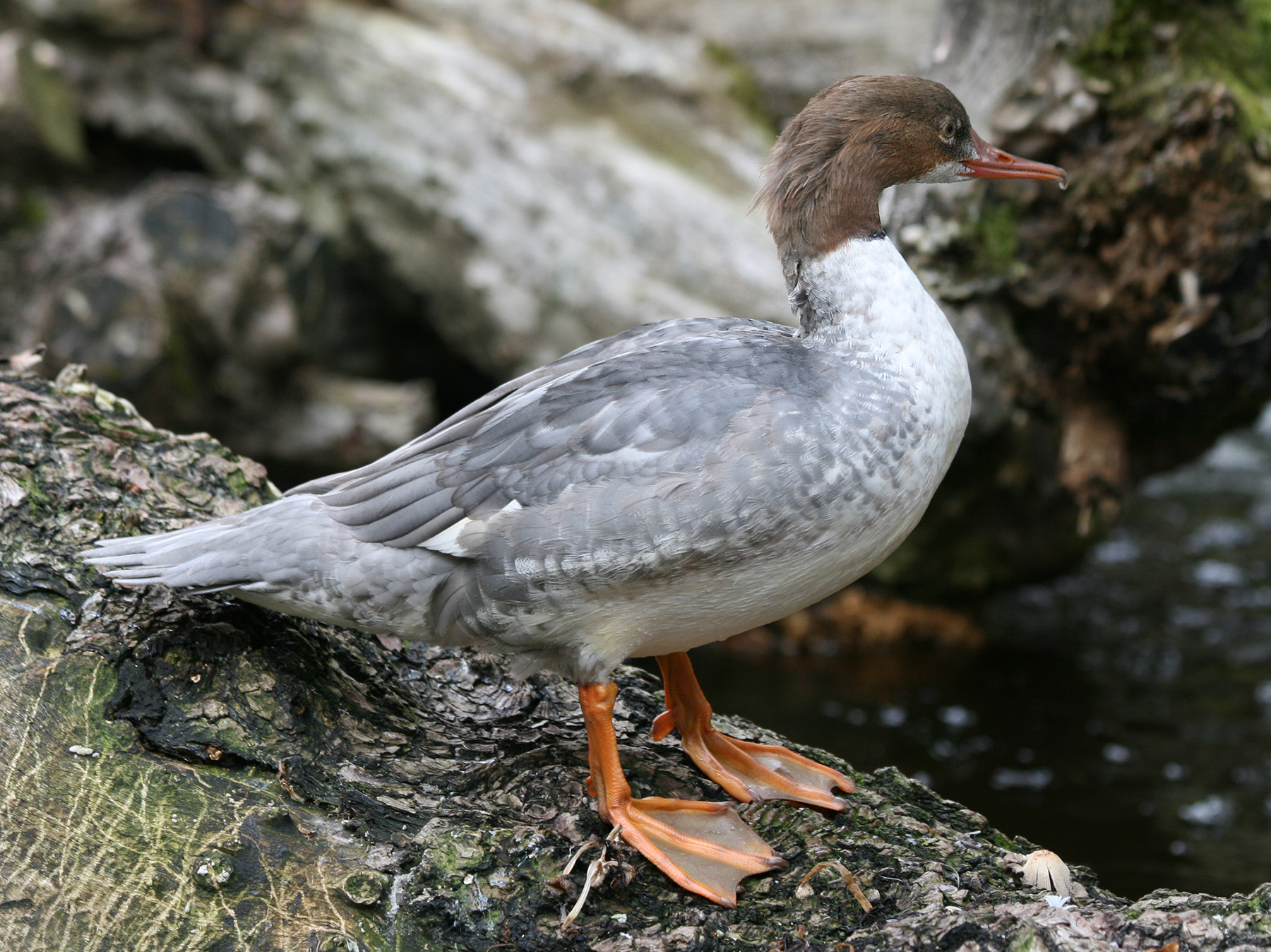
Gänsesäger

Erhaltung der natürlichen und naturnahen Feuchtgebiete wie Flussniederungen, Auenlandschaften und Moore, der besiedelten Gewässer, der Flachwasserzonen an stehenden und schwach fließenden Gewässern mit einer reichen Unterwasser- und Ufervegetation, der deckungsreichen Verlandungszonen mit Röhrichten unterschiedlicher Altersstruktur und Großseggenrieden, Erhaltung einer Wasserqualität, die gute Sichtbedingungen für den Beutefang gewährleistet, Erhaltung von Sekundärlebensräumen wie Torfstiche und Teiche mit vorgenannten Lebensstätten, Erhaltung des Nahrungsangebots mit Kleinfischarten und Jungfischaufkommen sowie Amphibien sowie Erhaltung störungsfreier oder zumindest störungsarmer Rast-, Mauser-, Überwinterungs- und Nahrungsgebiete.

#### Kolbenente(Netta rufina)

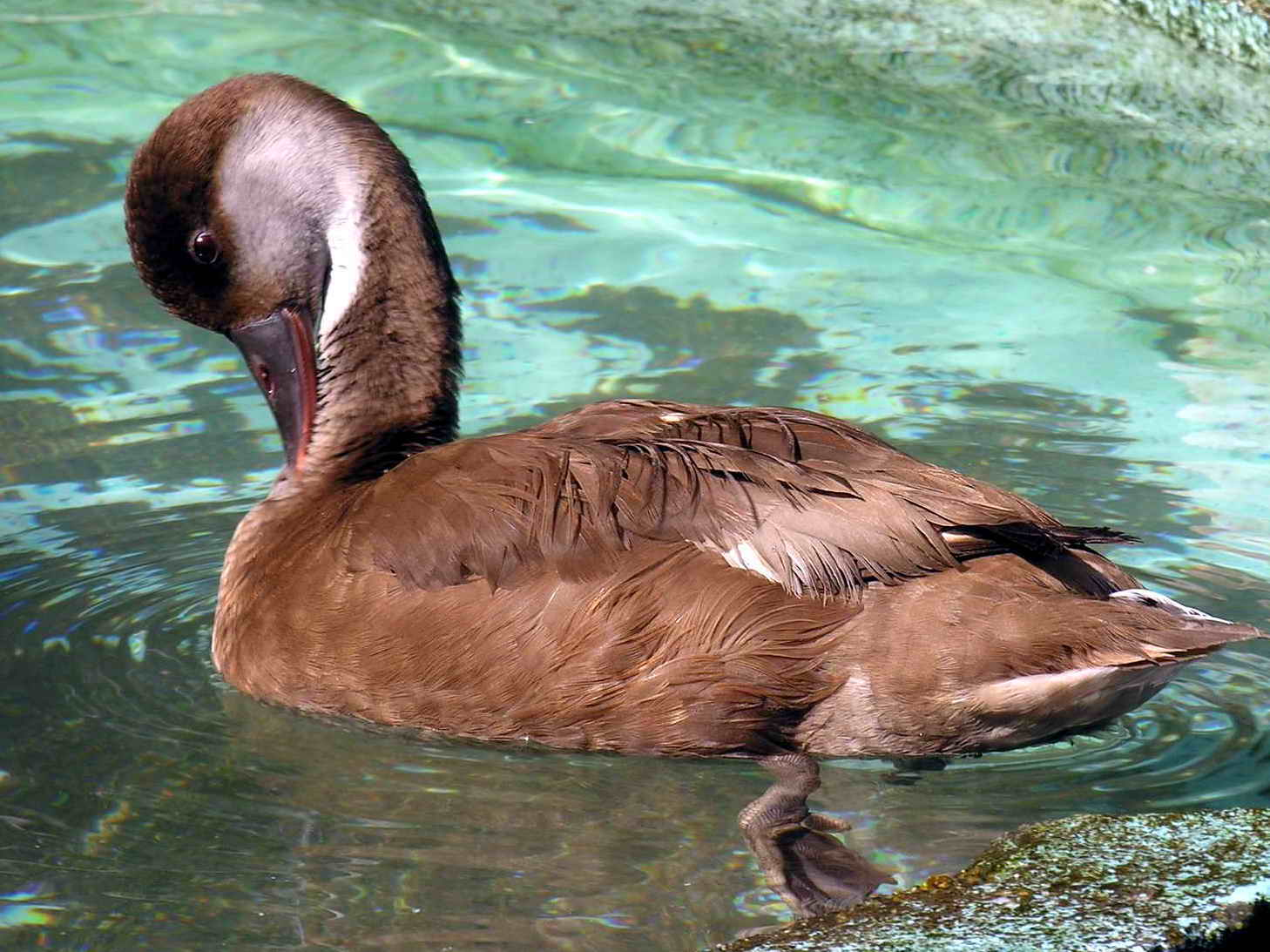
Kolbenente

Erhaltung der Flachwasserseen oder -zonen mit Wasserpflanzenvorkommen, insbesondere Armleuchteralgen und Laichkrautgewächse, der Verlandungsbereiche mit Röhrichten, Seggenrieden und Flachwasserzonen, Erhaltung einer ausreichenden Wasserqualität für Wasserpflanzenvorkommen, Erhaltung von Sekundärlebensräumen wie flachen, vegetationsreichen Teichen, Aufrechterhaltung eines Wasserregimes ohne starke Wasserstandsschwankungen während der Brut- und Aufzuchtszeit (15. April bis 15. September) sowie Erhaltung störungsfreier oder zumindest störungsarmer Fortpflanzungs- bzw. Mauserstätten während der Brut- und Aufzuchtszeit und der Mauser (1. Juni bis 15. September).

#### Schwarzhalstaucher(Podiceps nigricollis)

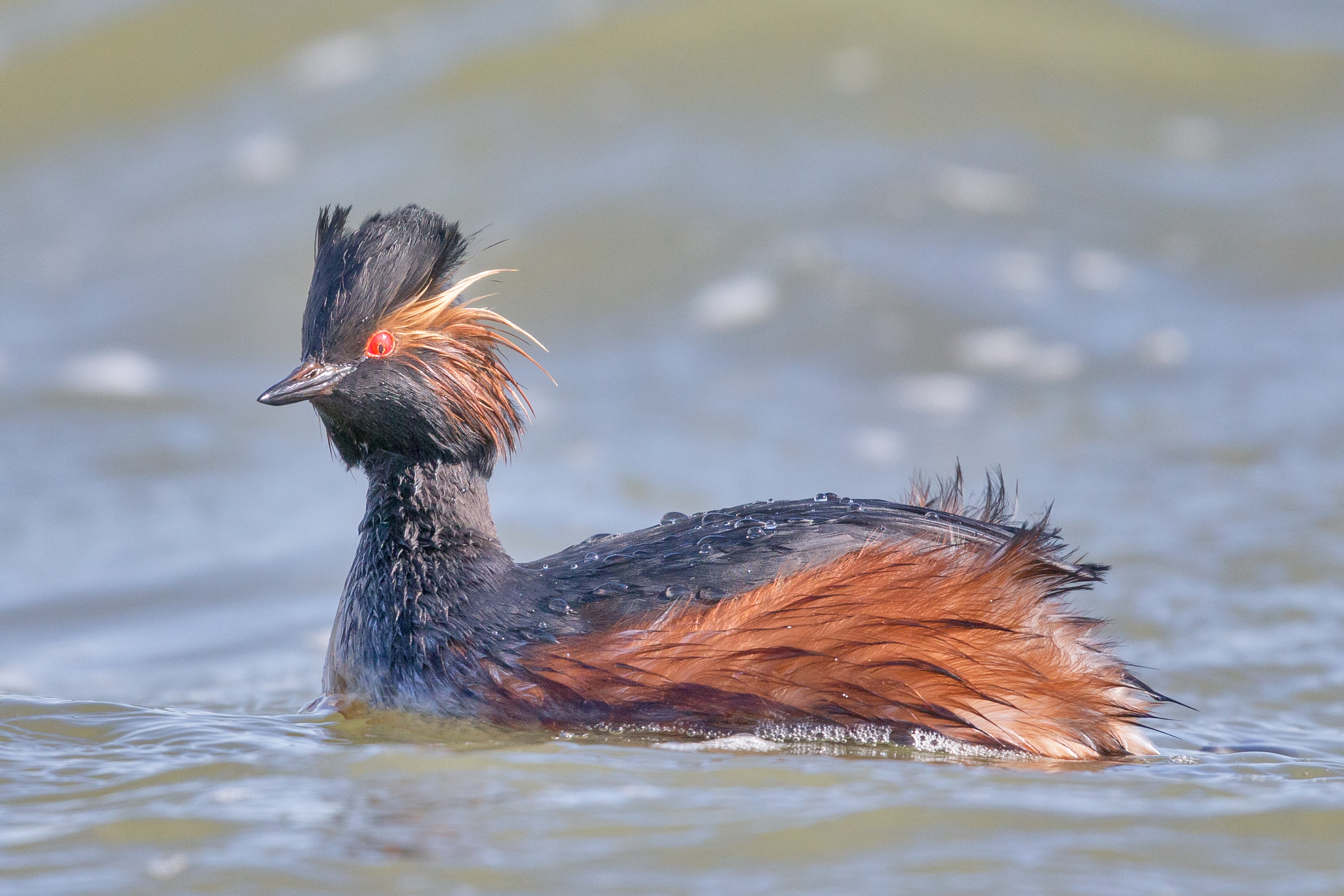
Schwarzhalstaucher

Erhaltung der Flachwasserseen, der Verlandungszonen mit Röhrichten und Seggenrieden, Erhaltung von Sekundärlebensräumen wie Regenüberlaufbecken mit vorgenannten Lebensstätten sowie Erhaltung störungsfreier oder zumindest störungsarmer Fortpflanzungsstätten während der Fortpflanzungszeit (15. April bis 15. August).

#### Tafelente(Aythya ferina)

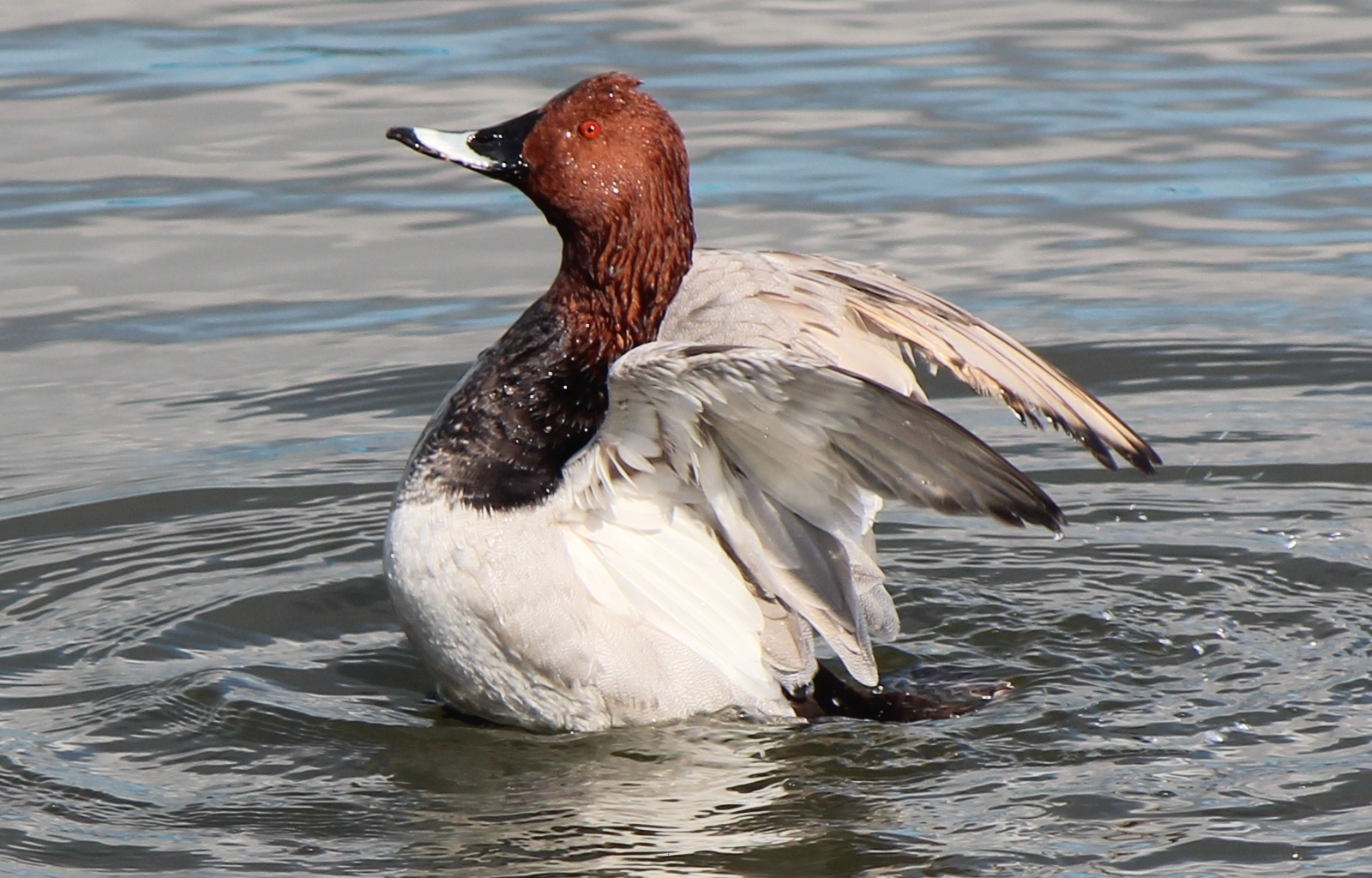
Tafelente

Erhaltung der Flachwasserseen mit reicher Ufervegetation und großen freien Wasserflächen sowie der schwach fließenden Gräben und des Baches mit reicher Ufervegetation, der Verlandungsbereiche mit Röhrichten, Seggen- oder Binsenbeständen, der offenen Flachwasserzonen, Erhaltung von Sekundärlebensräumen wie Regenüberlaufbecken mit vorgenannten Lebensstätten sowie Erhaltung störungsfreier oder zumindest störungsarmer Fortpflanzungs- bzw. Mauserstätten während der Brut- und Aufzuchtszeit (15. April bis 15. Oktober) und der Mauser (1. Juli bis 15. September).

#### Wasserralle(Rallus aquaticus)

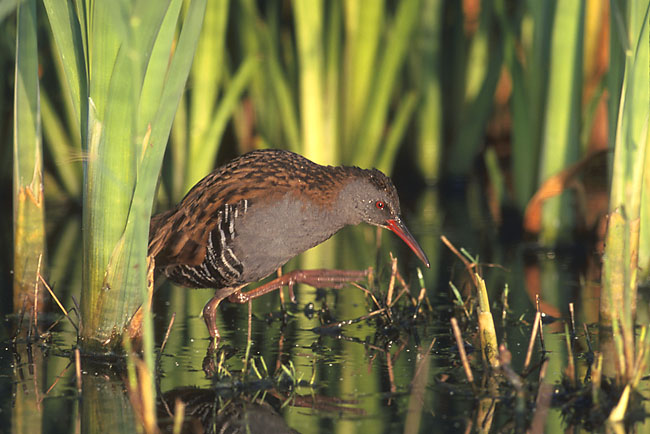
Wasserralle

Erhaltung der stehenden Gewässer mit Flachwasserzonen, der Fließgewässerabschnitte und Wassergräben mit deckungsreicher Ufervegetation, der Riede und Moore mit zumindest kleinen offenen Wasserflächen, der deckungsreichen Verlandungsbereiche mit flach überfluteten Röhrichten, Großseggenrieden und Ufergebüschen, der Lebensräume ohne Gefahrenquellen wie Freileitungen, Erhaltung von Sekundärlebensräumen wie aufgelassene Abbaustätten mit vorgenannten Lebensstätten sowie Erhaltung störungsfreier oder zumindest störungsarmer Fortpflanzungsstätten während der Fortpflanzungszeit (15. März bis 15. September).

#### Zwergtaucher(Tachybaptus ruficollis)

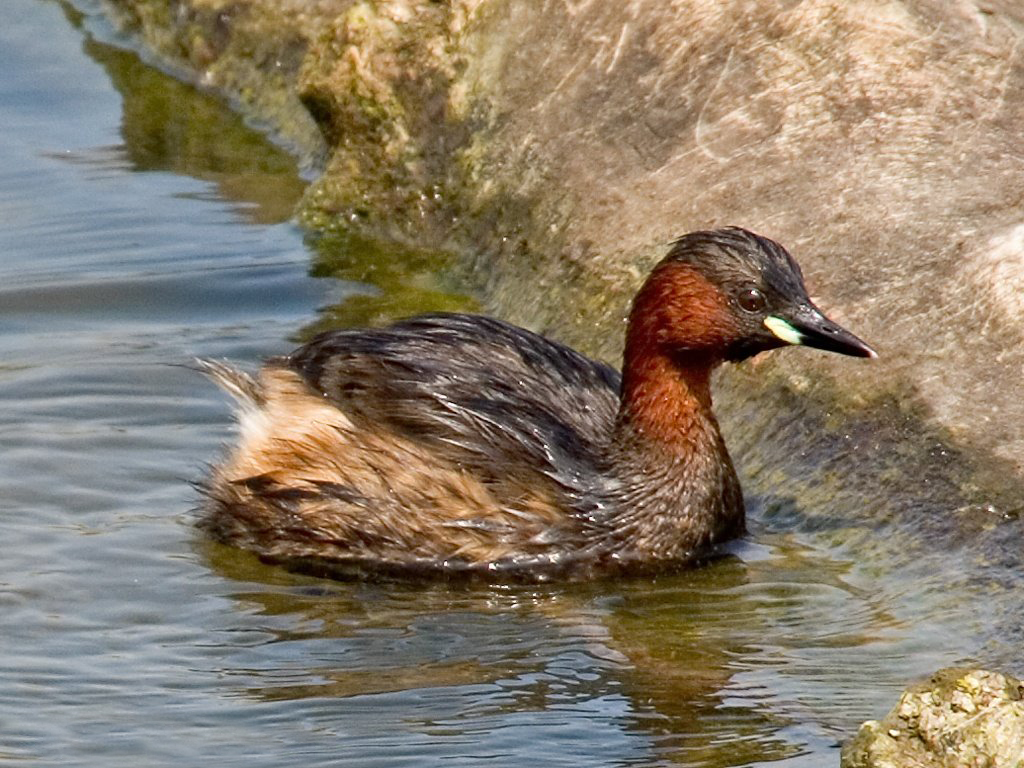
Zwergtaucher

Erhaltung der zumindest stellenweise deckungsreichen Stillgewässer, Feuchtwiesengräben, langsam fließenden Bäche und Wiesengräben, Verlandungszonen mit Röhrichten wie Schilf-, Rohrkolben-, Wasserschwaden- oder Rohrglanzgrasbestände, Erhaltung einer Wasserqualität, die gute Sichtbedingungen für den Beutefang gewährleistet, Erhaltung von Sekundärlebensräumen wie aufgelassene Torfstiche mit vorgenannten Lebensstätten sowie Erhaltung störungsfreier oder zumindest störungsarmer Fortpflanzungsstätten während der Fortpflanzungszeit (15. Februar bis 15. September).

## Zusammenhang mit anderen Schutzgebieten
Mit dem Vogelschutzgebiet „Konstanzer Bucht des Bodensees“ sind das FFH-Gebiet „Bodanrück und westl. Bodensee“ (8220-341) sowie das Landschaftsschutzgebiet „Bodenseeufer“ (3.35.003) als zusammenhängende Schutzgebiete ausgewiesen.